# Adrien Bruneau
Adrien Benoît Bruneau (Edingen, 25 februari 1805 - Ukkel, 11 mei 1894) was een Belgisch advocaat, ondernemer, redacteur en politicus voor de Liberale Partij.

## Levensloop
Bruneau was de zoon van de jurist Christophe Bruneau en van Marie-Catherine Rasquaille. Hij trouwde met Adèle Droesbeke. Hij promoveerde tot doctor in de rechten aan de Rijksuniversiteit Leuven (1827) en werd advocaat aan de Balie van Dendermonde (1827-1861). Hij was ook hoofdredacteur van het weekblad Het Verbond van Aelst.
Van 1829 tot 1831 was hij gemeenteraadslid van Aalst. In 1836 werd hij verkozen tot provincieraadslid van Oost-Vlaanderen (1836-1847) en tot bestendig afgevaardigde (1839-1847). Hij werd in 1847 verkozen tot liberaal volksvertegenwoordiger voor het arrondissement Aalst en zetelde tot in 1852. In 1866 werd hij opnieuw verkozen, ditmaal voor het arrondissement Zinnik en bleef dit mandaat houden tot in 1870.
Bruneau was ook actief in het ondernemersleven. Hij was actief in:
- Spoorwegen van Doornik en Jurbeke en van Landen à Hasselt,
- Société pour l'Exploitation des Carrières Tacquenier à Lessines,
- Chemin de Fer Direct de Bruxelles à Lille et Calais,
- Charbonnages de Péronnes,
- Charbonnages de Bray-Maurage et Boussoit,
- Charbonnages du Nord à Flénu,
- Charbonnages de la Princesse.